# Jezierzyca
Jezierzyca – rzeka w województwie dolnośląskim, prawy dopływ Odry o długości 33,63 km. Płynie w całości przez powiat wołowski, jej główny dopływ to Mojęcka Struga wraz z Juszką, nad którą leży Wołów. Jezierzyca jest główną osią hydrologiczną Parku Krajobrazowego Dolina Jezierzycy, w dolnym biegu używana jako szlak kajakowy.